# Манипури (язык)
Манипури (ꯃꯅꯤꯄꯨꯔꯤ / মনিপুরি), мейтейлион (ꯃꯤꯇꯩꯂꯣꯟ) или мейтхей (ꯃꯩꯇꯩꯂꯣꯟ / মেইতেই) — язык народа манипури, официальный язык штата Манипур, расположенного в северо-восточной Индии.
Язык распространён также в соседних штатах — Ассаме, Трипуре, Нагаланде и Западном Бенгале, а также в Бангладеш (15000 человек, 2003) и Бирме. В Индии число указавших манипури в качестве родного языка составило по данным переписи 1991 года 1 270 216 человек, из которых 1 110 134 (84,7 %) проживало в штате Манипур.
Манипури принадлежит к тибето-бирманской подсемье сино-тибетской семьи языков, и традиционно относится к надветви куки-чин-нага, в которой занимает обособленное положение. Язык тональный, по типологии порядка слов предложении — язык SOV.
Манипури не следует путать с языком бишнуприя-манипури, относящимся к индоарийской группе языков и распространённым в Ассаме, Манипуре, некоторых регионах Бангладеш и Бирмы.

## Официальный статус
В Индии язык был официально признан и включён 71-й поправкой в восьмой список Конституции Индии в 1992 году.
В индийских университетах язык преподаётся в качестве предмета на всех уровнях (вплоть до докторской степени), кроме того, в Манипуре на нём ведётся преподавание до уровня бакалавра.
Манипури является сильным объединяющим фактором и языком межнационального общения для всех проживающих в штате Манипур этнических групп.
Носители называют свой язык «мейтей», «мейтейлион»; название «манипури» появилось сравнительно поздно.

## Письменность
Манипури имеет собственную письменность, мейтей-маек, которая появилась в XI—XII веках и использовалась до XVIII века. Позже она была вытеснена восточным нагари (бенгальское письмо), которое используется в настоящее время. Предпринимаются усилия по возрождению собственного письма.

## Образец текста
Статья 1 Всеобщей декларации прав человека:

ꯃꯤꯑꯣꯏꯕ ꯈꯨꯗꯤꯡꯃꯛ ꯄꯣꯛꯄ ꯃꯇꯝꯗ ꯅꯤꯡꯇꯝꯃꯤ, ꯑꯃꯗꯤ ꯏꯖꯖꯠ ꯑꯃꯁꯨꯡ ꯍꯛ ꯃꯥꯟꯅꯅ ꯂꯧꯖꯩ ꯫ ꯃꯈꯣꯏ ꯄꯨꯝꯅꯃꯛ ꯋꯥꯈꯜ ꯂꯧꯁꯤꯡ ꯁꯦꯡꯏ, ꯑꯐ ꯐꯠꯇ ꯈꯪꯏ, ꯑꯗꯨꯅ ꯑꯃꯅ ꯑꯃꯒ ꯂꯣꯏꯅꯕ ꯃꯇꯝꯗ ꯃꯆꯤꯟ ꯃꯅꯥꯎꯒꯨꯝꯅ ꯂꯣꯏꯅꯒꯗꯕꯅꯤ ꯫
মিওইবা খুদিংমক পোকপা মতমদা নিংতম্মী, অমদি ইজ্জৎ অমসুং হক মান্ননা লৌজৈ । মখোই পুম্নমক ৱাখল লৌশিং শেঙই, অফ ফত্তা খঙই, অদুনা অমনা অমগা লোইনবদা মচীন মনাওগুম্না লোইনগদবনি ।
[míːójbə kʰud̯íŋmək pókpə mət̯ə̀md̯ə níːŋt̯ə̀mmi, əməd̯i iːdʒət əməʃùng hə́k màːnənə lɐ̀jdʒɐ̀j. məkʰój púmnəmək wakʰə̀l lə̀wʃiŋ ʃèŋi, əpʱə̀ pʱə́ːt̯ə kʰə́ŋi, əd̯unə əmənə əməgə lòjnəbəd̯ə mət͡ʃìn mənáwgùmnə lójnəgəd̯əbəni]

Перевод:

Все люди рождаются свободными и равными в своём достоинстве и правах. Они наделены разумом и совестью и должны поступать в отношении друг друга в духе братства.

## Википедия на языке манипури
Существует раздел Википедии на языке манипури («Википедия на языке манипури»), первая правка в нём была сделана в 2021 году. По состоянию на 0:54 (UTC) 21 марта 2025 года раздел содержит 10 433 статьи (общее число страниц — 17 144); в нём зарегистрирован 7001 участник, трое из них имеют статус администратора; 22 участника совершили какие-либо действия за последние 30 дней; общее число правок за время существования раздела составляет 58 509.